# Лопушненська сільська рада (Лановецький район)
Лопу́шненська сільська́ ра́да — адміністративно-територіальна одиниця та орган місцевого самоврядування в Лановецькому районі Тернопільської області. Адміністративний центр — село Лопушне.

## Загальні відомості
- Територія ради: 3,315 км²
- Населення ради: 969 осіб (станом на 2001 рік)

## Населені пункти
Сільській раді підпорядковані населені пункти:
- с. Лопушне
- с. Пахиня

## Склад ради
Рада складалася з 15 депутатів та голови.
- Голова ради: Гончарук Надія Миколаївна
- Секретар ради: Стасюк Лариса Ярополківна

### Керівний склад попередніх скликань
| Прізвище, ім'я, по батькові | Основні відомості                                                                    | Дата обрання | Дата звільнення |
| --------------------------- | ------------------------------------------------------------------------------------ | ------------ | --------------- |
| Гончарук Надія Миколаївна   | Сільський голова, 1964 року народження, освіта вища, член Народної партії            | 26.03.2006   | 31.10.2010      |
| Гончарук Надія Миколаївна   | Сільський голова, 1964 року народження, освіта вища, Політична партія 'Наша Україна' | 31.10.2010   |                 |

Примітка: таблиця складена за даними сайту Верховної Ради України

### Депутати
За результатами місцевих виборів 2010 року депутатами ради стали:

#### За суб'єктами висування
| Суб'єкт висування                                       | Кількість обраних депутатів | %    |
| ------------------------------------------------------- | --------------------------- | ---- |
| Політична партія Всеукраїнське об'єднання «Батьківщина» | 7                           | 46,7 |
| Самовисування                                           | 6                           | 40   |
| Народна партія                                          | 2                           | 13,3 |

#### За округами
| № округу                                                | Прізвище, ім'я, по батькові      | Дата визнання обраним | Освіта             | Партійна приналежність                        | Відомості про обраного депутата                     |
| ------------------------------------------------------- | -------------------------------- | --------------------- | ------------------ | --------------------------------------------- | --------------------------------------------------- |
| Народна Партія                                          |                                  |                       |                    |                                               |                                                     |
| 5                                                       | Кістол Віталій Дмитрович         | 04.11.2010            | середня спеціальна | позапартійний                                 | м. Тернопіль, оброблювач риби                       |
| 7                                                       | Черній Андрій Олегович           | 04.11.2010            | середня спеціальна | позапартійний                                 | тимчасово не працює                                 |
| Політична партія Всеукраїнське об'єднання «Батьківщина» |                                  |                       |                    |                                               |                                                     |
| 2                                                       | Абдулаєв Роман Мубариз           | 04.11.2010            | середня            | член Всеукраїнського об'єднання «Батьківщина» | тимчасово не працює                                 |
| 3                                                       | Іщук Володимир Зіновійович       | 04.11.2010            | середня            | позапартійний                                 | тимчасово не працює                                 |
| 4                                                       | Папура Ігор Романович            | 04.11.2010            | середня спеціальна | позапартійний                                 | с. Біла, опер. По роздуву пластикової тари          |
| 6                                                       | Курятнік Іван Васильович         | 04.11.2010            | середня спеціальна | позапартійний                                 | м. Тернопіль, експедитор                            |
| 10                                                      | Комінко Ігор Віталійович         | 04.11.2010            | середня спеціальна | позапартійний                                 | м. Тернопіль, студент                               |
| 14                                                      | Раскатов Валерій Петрович        | 04.11.2010            | середня спеціальна | позапартійний                                 | тимчасово не працює                                 |
| 15                                                      | Слободянюк Володимир Миколайович | 04.11.2010            | середня            | позапартійний                                 | м. Тернопіль пасажирське депо, слюсар рухом. складу |
| Самовисування                                           |                                  |                       |                    |                                               |                                                     |
| 1                                                       | Сапіжук Михайло Васильович       | 04.11.2010            | середня спеціальна | позапартійний                                 | м. Тернопіль ТОВ «Агрокосм», експедитор             |
| 8                                                       | Стасюк Лариса Ярополківна        | 04.11.2010            | середня спеціальна | позапартійна                                  | с. Лопушне, секретар сільської ради                 |
| 9                                                       | Гуменюк Олена Тимофіївна         | 04.11.2010            | середня спеціальна | член Партії регіонів                          | с. Лопушне, землевпорядник                          |
| 11                                                      | Мацюк Валентина Григорівна       | 04.11.2010            | середня спеціальна | позапартійна                                  | с. Лопушне, продавець                               |
| 12                                                      | Кухарчук Галина Олександрівна    | 04.11.2010            | середня спеціальна | позапартійна                                  | с. Лопушне, не працює                               |
| 13                                                      | Возний Олександр Любомирович     | 04.11.2010            | вища               | позапартійний                                 | с. Печірна, вчитель трудового навчання              |